# Farzana Aslam
Farzana Aslam é uma física e astrónoma paquistanesa. É professora de estudos de grau em matemáticas, física e astrónoma na Universidade de Coventry. Anteriormente foi professora visitante de física e astronomia no Instituto do Espaço e Astrofísica Planetária da Universidade de Karachi, Paquistão.

## Publicações

### Artigos de investigação
- Spectroscopic studies of nanoparticle-sensitised photorefractive polymers 17 por Farzana Aslam; David J. Binks; Steve Daniels; Nigel Pickett; Paul Ou'Brien. Journal of Chemical Physics volume 316, 2005, P. 17
- Photorefractive performance of polymer composite sensitised  by CdSe nanoparticles passivated by 1-hexadecylamine, por David J. Binks, Mark D. Rahn and David P. West, Paul Ou’Brien e Nigel Pickett. Journal of Modern Optics, Volume 52 ( 7), 2005, P 945-953.
- Photorefractive performance of a CdSe/ZnS core/shell  nanoparticle sensitised polymer. Journal of Chemical Physics volume 316, 2005, P 171-
- Effect of nanoparticle composition on the performance of photorefractive polymers, por F. Aslam, J.stevenson-Hill, David J. Binks, Steve Daniels, Nigel Pickett e Paul Ou’ Brien. Chemical Physics Volume 333, 2007, P- 42